# تاريخ هاواي
يعرض تاريخ هاواي عصر الاستيطان البشري في جزر هاواي. كانت الجزر مأهولة بدايةً من قِبل البولينيزيين في وقت ما بين عامي 124 و1120 بعد الميلاد. كانت حضارة هاواي معزولة عن بقية العالم لمدة 500 عام على الأقل.
كان الأوروبيون بقيادة المستكشف البريطاني جيمس كوك من بين المجموعات الإمبريالية الأولى التي وصلت إلى جزر هاواي في عام 1778. ومع ذلك، ذكر المؤرخون الإسبان وبعض الباحثين الآخرين أن القبطان الإسباني روي لوبيز دي فيلالوبوس كان أول أوروبي يرى الجزر في عام 1542. أطلق الإسبان على هذه الجزر اسم «جزر الطاولة والرهبان والبائسة» (1542)، وكانت على الطريق الذي يربط الفلبين بالمكسيك عبر المحيط الهادئ، بين مينائي أكابولكو ومانيلا، اللذين كانا جزء من إسبانيا الجديدة. في غضون خمس سنوات من وصول كوك، ساعدت التكنولوجيا العسكرية الأوروبية كاميهاميها الأول بغزو وتوحيد الجزر لأول مرة، وتأسيس مملكة هاواي عام 1795. كانت المملكة مزدهرة ومهمة لزراعتها وموقعها الاستراتيجي في المحيط الهادئ.
بدأت الهجرة الأمريكية فور وصول كوك تقريبًا، بقيادة المبشرين البروتستانت. أنشأ الأمريكيون مزارعًا لزراعة السكر. تطلبت أساليبهم في الزراعة عمالة كبيرة. جاءت موجات من المهاجرين الدائمين من اليابان والصين والفلبين للعمل في الحقول. نظمت حكومة اليابان شعبها ومنحته حماية خاصة، وهو الذي شكل نحو 25% من سكان هاواي بحلول عام 1896.
استسلم السكان الأصليون أمام الأمراض التي جلبها الأوروبيون (خاصة الجدري)، وانخفض عددهم من 300,000 في سبعينيات القرن الثامن عشر إلى ما يزيد عن 60,000 في خمسينيات القرن التاسع عشر وحتى 24,000 في عام 1920. أعاد الأمريكيون المتواجدون داخل المملكة كتابة الدستور، مما حد من سلطة الملك «ديفيد» كالاكاوا، وأدى إلى حرمان معظم سكان هاواي الأصليين والمواطنين الآسيويين من حق التصويت، من خلال شروط الملكية والدخل المبالغ بها للغاية. أعطى هذا ميزة كبيرة لأصحاب المزارع. حاولت الملكة ليليوكالاني استعادة الصلاحيات الملكية في عام 1893، ولكنها وُضعت قيد الإقامة الجبرية من قِبل رجال الأعمال بمساعدة الجيش الأمريكي. ضد رغبات الملكة، شُكلت جمهورية هاواي ودامت لفترة قصيرة. وافقت هذه الحكومة نيابة عن هاواي على الانضمام إلى الولايات المتحدة في عام 1898 باسم إقليم هاواي. في عام 1959، أصبحت الجزر ولاية من الولايات المتحدة تحت اسم ولاية هاواي.

## مملكة هاواي
استمرت مملكة هاواي منذ عام 1795 حتى سقوطها عام 1893 بعد الإطاحة بسلالة كالاكوا.

### عائلة كاميهاميها
كانت عائلة كاميهاميها، أو سلالة كاميهاميها، العائلة المالكة الحاكمة لمملكة هاواي، بدءًا من تأسيسها من قِبل كاميهاميها الأول عام 1795 وانتهاءً بوفاة كاميهاميها الخامس عام 1872 ووليام تشارلز لوناليلو في 1874.
قد تعود جذور عائلة كاميهاميها إلى الأخين غير الشقيقين كالاني أوبوو، وكيوا. كان كالانينوي إياماماو والد كالاني أوبوو في حين كان كالانيكي إياوموكو والد كيوا، وكلا الوالدين أبناء كياوي إكيكاهيالي إيوكاموكو. تشارك الابنان أمًا واحدة وهي كاماكا إموكو. خدم كلاهما ألابا إينوي، الملك الحاكم لجزيرة هاواي. يشير علم الأنساب في هاواي إلى احتمالية ألا يكون كيوا الأب البيولوجي لكاميهاميها، ولربما كان كاهيكيلي الثاني والده البيولوجي. بمعزل عن ذلك، لا يزال نسب كاميهاميها الأول من كياوي قائمًا من خلال والدته كيكو إيابوا الثانية حفيدة كياوي. أقر كيوا بأنه ابنه وهذه الصلة معترف بها من قِبل سلاسل الأنساب الرسمية.
تشير الأناشيد التقليدية لكياكا، زوجة ألابا إينوي، إلى أن كاميهاميها الأول ولد في شهر إيكوا (الشتاء) في نوفمبر تقريبًا. أعطى ألابا إينوي كاميهاميها الصغير لزوجته كياكا وشقيقتها هاكاو لرعايته بعد أن اكتشف الحاكم أن الصبي على قيد الحياة. كتب صمويل كاماكاو، «كانت ولادة كاميهاميها في تلك الفترة من الحرب بين زعماء [جزيرة] هاواي التي أعقبت وفاة كياوي، زعيم الجزيرة بأكملها (كياوي إيكيكاهيالي إيوكاموكو)». يُعد تأريخ كاماكو العام موضع تساؤل. كتب أبراهام فورناندر: «عندما توفي كاميهاميها عام 1819، كان قد تجاوز الثمانين من عمره. وبذلك ستقع ولادته بين عامي 1736 و1740، وربما أقرب إلى الأول من الأخير». حدد ويليام دي ويت ألكساندر تاريخ الميلاد على أنه عام 1736. سمي في البداية باييا لكنه أخذ اسم كاميهاميها، بمعنى «الشخص بالغ الوحدة» أو «الشخص المعين بمفرده».

قام عم كاميهاميها كالاني أوبوو بتربيته بعد وفاة كيوا. حكم كالاني أوبوو هاواي كما فعل جده كياوي. كان لديه مستشارون وكهنة. عندما وصلت أنباء إلى الحاكم بأن الزعماء يخططون لقتل الصبي، قال لكاميهاميها: 
«صغيري، لقد سمعت أخبار التذمر المخفية من الزعماء وتمتماتهم بأنهم سيأخذونك ويقتلونك، ربما قريبًا. في حين أني على قيد الحياة، فهم خائفون، لكن عندما أموت سيأخذونك ويقتلونك. أنصحك بالعودة إلى كوهالا». «تركت لك الإله؛ هناك ثروتك».
بعد وفاة كالاني أوبوو، أخذ كيوالا أو مكان والده كونه البكر وحكم الجزيرة في حين أصبح كاميهاميها السلطة الدينية. دعم بعض الزعماء كاميهاميها وسرعان ما اندلعت الحرب للإطاحة بكيوالا أو. بعد معارك متعددة قُتل الملك وأُرسل المبعوثون إلى الأخوين الآخرين ليتقابلا مع كاميهاميها. وصل كيوا وكاوليوكو في زوارق منفصلة. وصل كيوا إلى الشاطئ أولًا حيث اندلع قتال وقُتل هو وجميع من كانوا على متن زورقه. قبل أن يحدث نفس الشيء للزورق الثاني، تدخل كاميهاميها. في عام 1793 أبحر الكابتن جورج فانكوفر من المملكة المتحدة وقدم علم الاتحاد إلى كاميهاميها، الذي لا زال في طور توحيد الجزر في دولة واحدة؛ رفرف يونيون جاك بشكل غير رسمي كعلم هاواي حتى عام 1816، بما في ذلك الفترة الوجيزة من الحكم البريطاني بعد أن تنازل كاميهاميها عن هاواي لفانكوفر في عام 1794.
بحلول عام 1795، كان كاميهاميها قد احتل جميع الجزر الرئيسية باستثناء واحدة. في أول سكن ملكي له، بنى الملك الجديد أول مبنى على الطراز الغربي في جزر هاواي، معروف باسم «قصر القرميد». أصبح الموقع مقرًا لحكومة مملكة هاواي حتى عام 1845. أمر الملك ببناء المنزل في خليج كياوا إيكي في لاهاينا، ماوي. بُني على يد اثنين من المدانين السابقين من مستعمرة خليج بوتاني الجزائية في أستراليا. بدأ في عام 1798 واكتمل بعد 4 سنوات في عام 1802. كان المنزل مخصصًا لكا أهومانو، لكنها رفضت العيش فيه وأقامت بدلًا عن ذلك في منزل مجاور، على طراز هاواي التقليدي.
كان لكاميهاميها الأول العديد من الزوجات ولكن كانت لديه زوجتان في أعلى درجات التقدير. كانت مكانة كيوبولاني من أعلى رتب النبالة في عصرها وأم ابنيه، ليهوليهو وكاويكياولي. كانت كا أهومانو المفضلة لديه. توفي كاميهاميها الأول عام 1819، وخلفه ليهوليهو.